# Saint-Georges-des-Sept-Voies
Saint-Georges-des-Sept-Voies era un comune francese di 708 abitanti situato nel dipartimento del Maine e Loira nella regione dei Paesi della Loira, divenuto il 1º gennaio 2016 comune delegato di Gennes-Val de Loire, e successivamente, dal 1º gennaio 2018, del nuovo comune di Gennes-Val-de-Loire.

## Società

### Evoluzione demografica
Abitanti censiti